# A Corner in Popularity
A Corner in Popularity è un cortometraggio muto del 1914. Il nome del regista non viene riportato nei credit del film.

## Produzione
Il film fu prodotto dalla Lubin Manufacturing Company.

## Distribuzione
Distribuito dalla General Film Company, il film - un breve cortometraggio della lunghezza di 90 metri  - uscì nelle sale cinematografiche USA il 2 gennaio 1914. Nelle proiezioni, veniva programmato con il sistema dello split reel, accorpato in un'unica bobina con un altro cortometraggio prodotto dalla Lubin, la commedia The Missing Diamond.